# Noppebord
Et noppebord er et bord der anvendes i tekstilfremstillingen i forbindelse med  kontrol for fejl i vævningen og eventuel fjernelse af knuder. 
Man taler om grovnopning umiddelbart efter vævning og finnopning af det færdige klæde.
Noppebordet blev betjent af en nopperske.